# 杰茜卡·桑顿
杰茜卡·桑顿（英語：Jessica Thornton，1998年4月12日—）生于新南威尔士州蘭域，是一名澳大利亚女子田径运动员，主攻短跑，曾在卧龙岗大学修读营养科学专业。她在七岁时开始在家乡当地的田径俱乐部教练的指导下练习赛跑，最初她练习中长距离赛跑，九岁时她开始在短跑上展现才能，并在之后开始专攻短跑。桑顿曾获得2014年南京青奥女子400公尺金牌，并担任澳大利亚代表团闭幕式旗手。